# Snapper Music
Snapper Music – niezależna wytwórnia płytowa założona w roku 1996 przez Jona Beechera, Dougie Dudgeona i Marka Levinsona z Palan Music Publishing, syna pisarza Paula Levinsona.
Wytwórnia wydaje płyty artystów takich jak Porcupine Tree, Peter Green, No-Man, Ozric Tentacles, W.A.S.P., Cradle of Filth, Fish, Happy Mondays, 3 Colours Red
Oprócz płyt wydawanych pod własną nazwą, wytwórnia posiada także inne marki – Peaceville, Kscope, Charly.